# Knoten Eibesbrunn
Het Knoten Eibesbrunn is een snelwegknooppunt in de Oostenrijkse deelstaat Neder-Oostenrijk. Op dit knooppunt ten zuidwesten van Großebersdorf-Eibesbrunn sluit de (A5) aan op de (S1).

## Bouwvorm
Het knooppunt is een half-sterknooppunt.